# Caiman wannlangstoni
Caiman wannlangstoni — це вимерлий вид кайманів, який жив на території сучасного басейну Амазонки та прилеглих територій у середньому та пізньому міоцені. Скам'янілості C. wannlangstoni були знайдені в формації Пебас поблизу Ікітоса в Перу і включають часткові черепи та окремі кістки черепа. Інші скам'янілості були виявлені у формації Урумако у Венесуелі та групі Лавентан Хонда в Колумбії. Вид вперше був описаний у 2015 році. Особливості, які разом відрізняють C. wannlangstoni від інших кайманів, включають глибоку морду, хвилястий край верхньої щелепи, великий та спрямований догори носовий отвір (отвір для ніздрів) і тупі зуби на задній частині щелеп. Виходячи з розмірів черепів, передбачувана довжина його тіла становить від 211 до 227 сантиметрів.